# Beck Row, Holywell Row and Kenny Hill
Beck Row, Holywell Row and Kenny Hill is een civil parish in het bestuurlijke gebied West Suffolk, in het Engelse graafschap Suffolk. In 2001 telde het dorp 4048 inwoners.